# Domosclerus rugatus
Domosclerus rugatus är en mossdjursart som först beskrevs av Harmer 1957.  Domosclerus rugatus ingår i släktet Domosclerus och familjen Bifaxariidae. Inga underarter finns listade i Catalogue of Life.